# Exaeretia niviferella
Exaeretia niviferella — вид лускокрилих комах родини плоских молей (Depressariidae).

## Поширення
Вид поширений в Україні, Росії (Уральськ, Дагестан), Азербайджані, Казахстані та на північному заході Китаю.